# Mycotrupes cartwrighti
Mycotrupes cartwrighti is een keversoort uit de familie mesttorren (Geotrupidae). De wetenschappelijke naam van de soort werd in 1954 gepubliceerd door Olson & Hubbell.